# فوب دي هان
فوب دي هان - Foppe Geert de Haan  المولود في 26 يونيو 1943 في أوبسترلاند، فرايزلاند) هو مدرب كرة قدم هولندي. يشتهر بتعاونه الطويل مع النادي الفريزي أس. سي. هيرينفين. كان دي هان مديرًا لمنتخب توفالو الوطني لكرة القدم خلال عام 2011 ثم انضم إلى برنامج شباب هيرينفين. وهو أيضًا سياسي من حزب العمل.

## الحياة المهنية
ولد دي هان في أوبسترلاند، فريزلاند. بدأ مسيرته الإدارية في عام 1974 مع VV Akkrum. بعد عامين، جمع هذا الدور مع منصب مدير فريق الشباب في نادي هيرنفين. بحلول عام 1978 أصبح مديرًا لـ دراشتستر بويز. ثم انتقل إلى ACV في عام 1980، ثم إلى ستينويك، هولندا في عام 1983. في عام 1985 عاد دي هان إلى نادي هيرنفين، هذه المرة كمدرب مساعد. قضى 20 عامًا مع النادي، وهي أطول فترة عمل فيها مدرب مع نادٍ هولندي محترف لكرة القدم. تم تعيين دي هان كمدرب رئيسي في عام 1992، وفي عام 1993 قاد النادي للعودة إلى الدوري الهولندي. حصل على المركز الثاني في الدوري الهولندي مع هيرنفين في عام 2000، وبالتالي تأهل إلى دوري أبطال أوروبا UEFA لأول مرة في تاريخ النادي.
في عام 2003، حصل على جائزة الرياضة وفي 10 مايو 2004، بعد مباراته الأخيرة كمدرب لفريق أس. سي. هيرينفين، حصل على لقب فارس وسام أورانج ناسو. تم تعيينه على التوالي كمدرب للمنتخب الهولندي لكرة القدم تحت 21 عامًا، والذي فاز معه ببطولة UEFA الأوروبية لكرة القدم تحت 21 سنة 2006 وبطولة UEFA الأوروبية لكرة القدم تحت 21 سنة 2007. اُتهم ستيفن تايلور من دي هان بأنه «غشاش» لأنه أصيب في المباراة ولم يكن في الأصل يُنفذ ركلة جزاء في ركلات الترجيح في نصف النهائي. لكن تايلور في النهاية سجل ركلة الجزاء في ركلات الترجيح، والتي فازت بها هولندا على انجلتر برغم من ذلك. تأهل أيضًا إلى الدور قبل النهائي في البطولة كرة القدم في دورة الألعاب الأولمبية الصيفية لعام 2008 ، مما أدى بفريقه إلى الدور ربع النهائي حيث هزموا في النهاية أمام الأرجنتين بعد وقت إضافي.
أعلن دي هان أنه سيتقاعد من كرة القدم في نهاية موسم 2008-09، عندما انتهى عقده مع KNVB. وبدلاً من ذلك، عاد للعمل كمستشار أول في نادي هيرينفين، قبل أن يتم تعيينه مدربًا رئيسيًا لنادي أياكس كيب تاون في جنوب إفريقيا. أدار دي هان منتخب توفالو الوطني لكرة القدم من خلال حملة ألعاب المحيط الهادئ 2011. ترك دي هان منصبه بعد البطولة لينضم مجددًا إلى برنامج هيرينفين للشباب. في 20 أكتوبر 2015، أصبح دي هان مدربًا مؤقتًا لـ هيرينفين بعد أن كان الفريق في بداية مخيبة للآمال، وترك دوايت لودويجيس كمدرب رئيسي. تحت قيادة دي هان، فاز الفريق بأربع مباريات من أول ست مباريات، وتعادل وخسر واحدة.

## مرتبة الشرف

### هولندا
- بطولة أوروبا تحت 21 سنة: 2006 ، 2007 [7]

## روابط خارجية
- فوب دي هان على موقع قاعدة بيانات كرة القدم.إي يو (الإنجليزية)
- فوب دي هان على موقع عالم كرة القدم.نت (الإنجليزية)
- فوب دي هان على موقع أوليمبيديا (الإنجليزية)